# Megabothris atrox
Megabothris atrox är en loppart som först beskrevs av Jordan 1925.  Megabothris atrox ingår i släktet Megabothris och familjen fågelloppor. Inga underarter finns listade i Catalogue of Life.